# Mar Reguant
Mar Reguant-Rido (Súria, Bages, 1984) és una economista i professora universitària catalana.
Llicenciada en Economia per la UAB, és doctorà al MIT (l'Institut de Tecnologia de Massachusetts) i treballa com a professora a la Universitat Northwestern de Chicago. També ha treballat a la Universitat Stanford.
Des del maig del 2020 forma part d'un equip d'assessors del govern francès d'Emmanuel Macron en matèria de canvi climàtic al costat del belga Christian Gollier i de tres premis Nobel, els nord-americans Paul Krugman i Peter Arthur Diamond, i el francès Jean Tirole.
Anteriorment, ja havia treballat en comissions similars, quan fa uns anys va elaborar un informe per al California Air Ressources Board, un organisme públic, per redissenyar el mercat de la compravenda d'emissions a Califòrnia. Coneixia l'ex-economista en cap del Fons Monetari Internacional (FMI) Olivier Blanchard i al Nobel Jean Tirole. I també havia treballat amb el belga Christian Gollier al grup de treball sobre el clima i a la Toulouse School of Economics. Precisament Tirole i Gollier van ser qui la van convidar a participar en la comissió.
La seva investigació es basa en la perspectiva teòrica i empírica del funcionament de les subhastes en els mercats elèctrics. Pel que fa a l'àmbit mediambiental ha estudiat els mercats d'emissions de diòxid de carboni, comparant diferents mecanismes per reduir la contaminació i augmentar l'eficiència de les polítiques energètiques.
L'any 2017 va rebre el XVI Premi Fundació Banc Sabadell a la Investigació Econòmica, per la seva recerca en el camp de l'economia de l'energia i de l'entorn.
És una de les 100 persones signatòries de la Letter from economists: to rebuild our world, we must end the carbon economy (The Guardian, 4.8.2020), juntament amb Jeffrey Sachs, Joseph Stiglitz, Mariana Mazzucato, entre d'altres.